# La Reine Cléopâtre
La Reine Cléopâtre est une série télévisée américaine, mélangeant documentaire historique et reconstitutions dramatiques, basée sur la vie de la reine d'Égypte Cléopâtre VII.
Il s'agit de la deuxième saison d'une série documentaire consacrée aux femmes monarques du continent africain, intitulée Reines africaines, diffusée sur la plate-forme de streaming Netflix.
Produite par Jada Pinkett Smith, La reine Cléopâtre est diffusée sur Netflix à partir du 10 mai 2023.

## Synopsis
Mêlant scènes de fiction et témoignages d'historiens, La reine Cléopâtre retrace le destin de Cléopâtre VII, dernière reine d'Égypte de la dynastie lagide,.
Elle s'attarde notamment sur ses histoires d'amour avec Jules César et Marc Antoine, et décrypte ses nombreuses décisions politiques.
La série présente la reine comme une « icône féministe insoumise », prête à se battre pour défendre son trône et sa famille,.

## Fiche technique
- Création : Jada Pinkett Smith

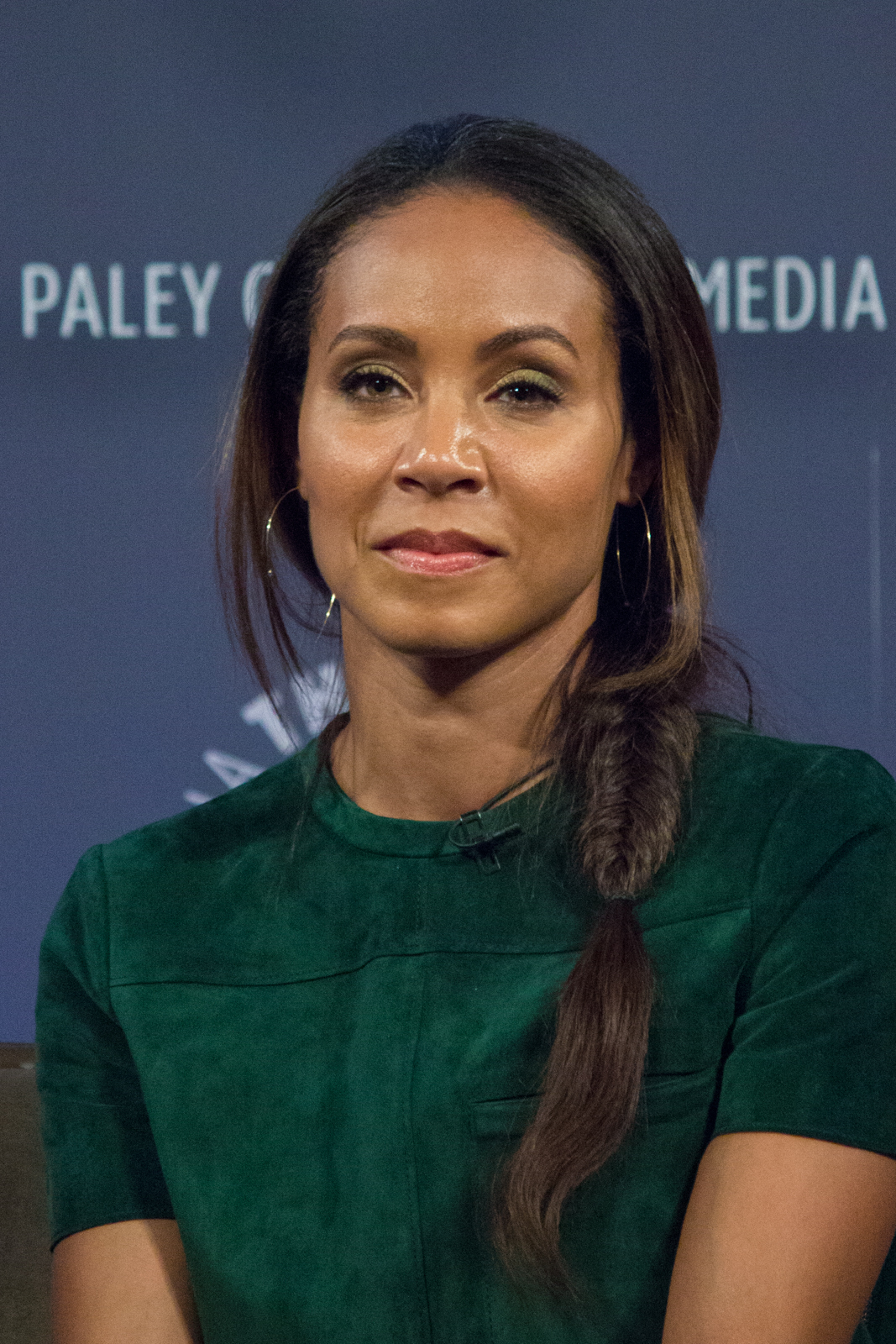
La productrice Jada Pinkett Smith en 2014.

- Production : Jada Pinkett Smith, Ben Goold, Jimmy Abounouom
- Réalisation : Tina Gharavi, Victoria Adeola Thomas
- Musique : Michael 'Mikey' J Asante
- Costumes : Barbara Elum-Baldres
- Maquillage : Zanmarie Hanekom
- Effets spéciaux : Lahcen Chamane

## Distribution
Sauf indication contraire, les informations mentionnées dans cette section peuvent être confirmées par la base de données cinématographiques IMDb,  présente dans la section « Liens externes ».
- Jada Pinkett Smith : Narrateur
- Adele James : Cléopâtre
- John Partridge : Jules César
- Craig Russell : Marc Antoine
- James Marlowe : Octave
- Nada El Belkasmi : Octavia
- Simon Kunz : Cicéron
- Michael Greco : Pothinus
- Andira Crichlow : Arsinoé IV
- Laya Lewis : Eiras
- Louis Emerick : Ptolémée XII Aulète
- Calum Balmforth : Ptolémée XIII
- Phillip E. Walker : Psherenptah III
- Greg Lockett : Ammonios
- James O'Driscoll : Thyrsus

### Réactions en Égypte

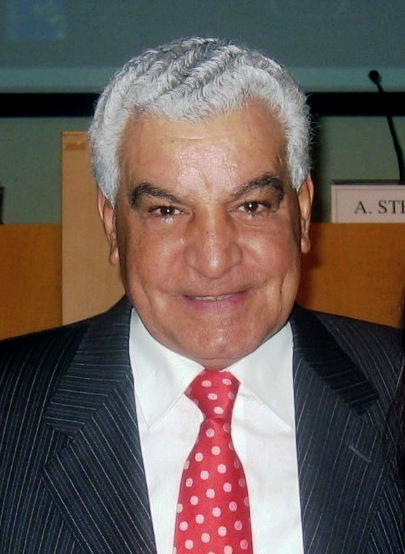
L'archéologue égyptien Zahi Hawass se montre critique envers la série.

## Épisodes
- Épisode 1 : Rivalités
- Épisode 2 : À Rome, fais comme…
- Épisode 3 : Ce qu'il faut faire
- Épisode 4 : La dernière pharaonne

## Accueil